# Бей Сити (град, Орегон)
Бей Сити (на английски: Bay City) е град в окръг Тиламук, щата Орегон, САЩ. Бей Сити е с население от 1230 жители (2007) и обща площ от 4,2 km². Намира се на 5,18 m надморска височина. ЗИП кодът му е 97107, а телефонният му код е 503.